# BBC自然知性台

BBC地球（BBC Earth）是英國廣播公司（BBC）的一個收費電視頻道，由BBC工作室所有和運營，在2015年開始播出。BBC地球主要播出紀實性節目。BBC地球首個播出國家是波蘭。

## 外部連結
- Official Website（页面存档备份，存于） （英文）
- 亚洲官网（页面存档备份，存于）